# Graal-Müritz
Graal-Müritz je obec v zemském okrese Rostock v německé spolkové zemi Meklenbursko-Přední Pomořansko. Leží u pobřeží Baltského moře mezi městem Rostock a poloostrovem Fischland-Darß-Zingst. Má přes čtyři tisíce obyvatel a jedná se o oficiální přímořské lázně.